# بوب كينغ (مدرب كرة سلة)
بوب كينغ (بالإنجليزية: Bob King)‏ هو مدرب كرة سلة أمريكي، ولد في 23 أغسطس 1923 في غرافيتي في الولايات المتحدة، وتوفي في 10 ديسمبر 2004.